# Liste der Monuments historiques in Échigey
Die Liste der Monuments historiques in Échigey führt die Monuments historiques in der französischen Gemeinde Échigey auf.

## Liste der Objekte
| Bezeichnung                         | Beschreibung                              | Standort                                   | Kennzeichnung | Schutzstatus | Datum | Bild |
| ----------------------------------- | ----------------------------------------- | ------------------------------------------ | ------------- | ------------ | ----- | ---- |
| Grabstein für Guillaume de Villiers | Kalkstein, bezeichnet 1485                | in der Kirche Nativité-de-la-Vierge (Lage) | PM21001029    | Classé       | 1923  |      |
| Kreuzigungsgruppe                   | Holz, um 1900, Bildhauer Xavier Schanosky | in der Kirche Nativité-de-la-Vierge (Lage) | PM21001030    | Classé       | 1923  |      |